# 市原市立牛久小学校
市原市立牛久小学校（いちはらしりつ うしくしょうがっこう）は、千葉県市原市皆吉にある公立小学校。文部科学省の学校コードはB112210004538、旧学校調査番号は121072。

## 概要
市原市中部の南総地区に位置する。市原市では姉崎小学校、八幡小学校、戸田小学校、鶴舞小学校と並んで最も古い小学校の一つで、2023年度で創立150周年を迎える。本校は設立以来、分校化や合併、改称を繰り返し、1967年（昭和42年）に現校名となるまでの改称回数は十数回に及んでいる。2021年度には市原市立内田小学校を併合した。

## 沿革

### 概歴

#### 小学校令公布前
1873年（明治6年）に牛久小学校として開校する。同年には、のちに併合する皆吉小学校、佐是小学校も開校している。1875年（明治8年）に原田小学校が開校し、1877年（明治10年）より、牛久小学校は原田小学校の分校となっている。1878年（明治11年）には皆吉小学校と佐是小学校の2校が合併して新たに西国吉小学校が設立された。

#### 小学校令公布以後 - 学校教育法施行前
1886年（明治19年）には第一次小学校令が公布され、原田小学校は成徳尋常小学校に、西国吉小学校は西国吉尋常小学校にそれぞれ改称される。1889年（明治22年）には成徳尋常小学校が正倫尋常小学校に改称し、さらに妙香に分校を設置したが、1892年（明治25年）には妙香分校は廃止となり、分校児童は本校に収容されている。翌1893年（明治26年）には西国吉尋常小学校に高等科を設置し、西国吉尋常高等小学校と改称した。1910年（明治43年）には、正倫尋常小学校にも高等科と補修科の併置が認可され、正倫尋常高等小学校となった。1913年（大正2年）になると、西国吉尋常高等小学校と正倫尋常高等小学校の2校を合併して明治尋常高等小学校が設置されたが、同年中に明治尋常高等小学校は牛久尋常高等小学校に改称している。1941年（昭和16年）には、国民学校令の公布により牛久町国民学校と改称した。

#### 学校教育法施行以後
戦後は、1947年（昭和22年）の学校教育法施行によって牛久町立牛久小学校となり、1954年（昭和29年）には町村合併で南総町立牛久小学校に、1967年（昭和42年）に再度の市町村合併を受けて現校名となる市原市立牛久小学校となった。その後は特に目立った動きはなかったが、2021年（令和3年）に児童数減少によって市原市立内田小学校を併合している。

### 年表
- 1873年（明治6年） - 牛久小学校開校[4]。
- 1877年（明治10年） - 原田小学校に併合される[4]。
- 1886年（明治19年） - 成徳尋常小学校に改称[4]。
- 1889年（明治22年） - 正倫尋常小学校に改称[4]。妙香分校設置[4]。
- 1892年（明治25年） - 妙香分校廃止[4]。
- 1910年（明治43年） - 正倫尋常高等小学校に改称[4]。
- 1913年（大正2年） - 西国吉尋常高等小学校と合併して明治尋常高等小学校に改称[4]。すぐに牛久尋常高等小学校に改称[4]。
- 1941年（昭和16年）4月1日 - 牛久国民学校に改称[4]。
- 1947年（昭和22年）4月1日 - 牛久町立牛久小学校に改称[4]。
- 1954年（昭和29年）11月15日 - 南総町立牛久小学校に改称[4]。
- 1967年（昭和42年）10月1日 - 市原市立牛久小学校に改称[4]。
- 1968年（昭和43年） - 新校舎完成[4]。
- 1972年（昭和47年） - 新体育館完成[4]。
- 1979年（昭和54年） - 増築新校舎完成[4]。
- 1991年（平成3年） - 増築新校舎完成[4]。
- 2021年（令和3年）4月1日 - 市原市立内田小学校を併合[5]。

## 施設

### 敷地
敷地の詳細は以下の通りである。
| 所在地     | 〒290-0232 千葉県市原市皆吉933番地2 |
| 所有者     | 市原市                              |
| 敷地面積   | 20,924m2                            |
| 用途地域   | なし                                |
| 指定建蔽率 | 60%                                 |
| 指定容積率 | 100%                                |
| 取得価格   | 726,155,000円                       |

### 建物
敷地内の建物は以下の通りである。
| 棟番号 | 棟名称     | 構造 | 階数        | 延床面積   | 建築年 | 耐震情報   | 備考     |
| ------ | ---------- | ---- | ----------- | ---------- | ------ | ---------- | -------- |
| 001    | 校舎-1     | RC造 | 地上2階建て | 2,608.00m2 | 1968年 | 耐震工事済 | IS値0.76 |
| 002    | 校舎-2     | RC造 | 地上3階建て | 1,045.00m2 | 1979年 | 耐震工事済 | IS値0.84 |
| 003    | 体育館     | S造  | 地上2階建て | 752.00m2   | 1972年 | -          | IS値1.36 |
| 004    | 校舎-3     | S造  | 地上3階建て | 518.00m2   | 1991年 | 新耐震     |          |
| 005    | 倉庫・物置 | 木造 | 地上1階建て | 73.00m2    | 1988年 | -          |          |
| 006    | 倉庫・物置 | S造  | 地上1階建て | 26.00m2    | 1998年 | -          |          |
| 007    | 倉庫・物置 | 木造 | 地上1階建て | 26.00m2    | 1969年 | -          |          |
| 008    | 倉庫・物置 | 木造 | 地上1階建て | 26.00m2    | 1989年 | -          |          |
| 009    | 倉庫・物置 | 木造 | 地上1階建て | 26.00m2    | 1986年 | -          |          |

### 併設施設
敷地内に併設されている施設は以下の通りである。
- 牛久小学校児童クラブ（学童保育）

## 規模
2022年（令和4年）4月1日現在の学校規模は以下の通りである。
| 児童数       | 218名     |
| 学級数       | 11学級    |
| 通学区域面積 | 29.893km2 |
| 通学区域人口 | 10,118人  |

## 通学区域
以下の町丁字とその範囲を通学区域として指定している。
- 佐是
- 妙香
- 奉免
- 牛久
- 皆吉
- 金沢
- 大蔵
- 岩
- 藪
- 中
- 西国吉の一部
- 下矢田の一部

## 通学区域内施設
- 上総牛久駅
- 市原市役所南総支所
- 市原市立南総公民館 - 市原市立牛久中学校跡
- 千葉県立市原高等学校

## 中学校区
1947年度 - 1954年度途中
- 牛久町立牛久中学校

1954年度途中 - 1967年度途中
- 南総町立牛久中学校

1967年度途中 - 1970年度
- 市原市立牛久中学校

1971年度 - 1972年度
- 市原市立南総中学校（牛久校舎）

1973年度 -
- 市原市立南総中学校（本校舎）

## 隣接小学校区
- 市原市立養老小学校
- 市原市立戸田小学校
- 市原市立寺谷小学校
- 市原市立鶴舞小学校
- 市原市立加茂小学校
- 木更津市立馬来田小学校
- 長柄町立水上小学校

## アクセス
- 上総牛久駅から徒歩16分